# Alphonse Georger

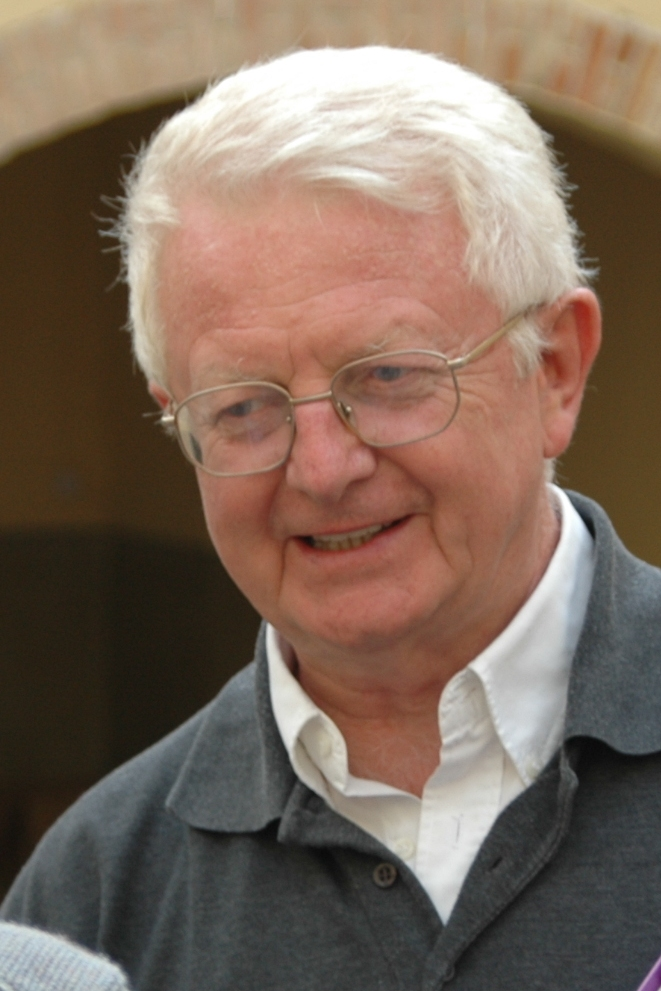

Alphonse Georger (* 25. Mai 1936 in Sarreguemines, Département Moselle, Frankreich) ist ein französischer Geistlicher und emeritierter Bischof von Oran.

## Leben
Alphonse Georger empfing am 29. Juni 1965 die Priesterweihe für das Erzbistum Algier.
Papst Johannes Paul II. ernannte ihn am 10. Juli 1998 zum Bischof von Oran. Die Bischofsweihe spendete ihm der Erzbischof von Rouen, Joseph Duval, am 9. August desselben Jahres; Mitkonsekratoren waren die Henri Teissier, Erzbischof von Algier, und Pierre Raffin OP, Bischof von Metz.
Am 1. Dezember 2012 nahm Papst Benedikt XVI. sein aus Altersgründen vorgebrachtes Rücktrittsgesuch an.